# HD 61859
HD 61859，又名BD+34 1657，SAO 60291、HR 2962，是一颗恒星，视星等为6.02，位于銀經185.83，銀緯24.76，其B1900.0坐标为赤經7h 36m 14.7s，赤緯+34° 24.76′ 4″。